# Жечиця-Земянська-Кольонія
Жечиця-Земянська-Кольонія (пол. Rzeczyca Ziemiańska-Kolonia) — село в Польщі, у гміні Тшидник-Дужий Красницького повіту Люблінського воєводства.
Населення — 331 особа (2011).
У 1975-1998 роках село належало до Тарнобжезького воєводства.

## Демографія
Демографічна структура станом на 31 березня 2011 року:
|          | Загалом | Допрацездатний вік | Працездатний вік | Постпрацездатний вік |
| -------- | ------- | ------------------ | ---------------- | -------------------- |
| Чоловіки | 159     | 34                 | 101              | 24                   |
| Жінки    | 172     | 36                 | 89               | 47                   |
| Разом    | 331     | 70                 | 190              | 71                   |